# Willem Joannes Junius van Hemert
Jhr. mr. Willem Joannes Junius van Hemert (Amsterdam, 21 februari 1790 - De Bilt, huis Jagtlust, 1 augustus 1858) was een Nederlandse politicus.

## Familie
Van Hemert was lid van de familie Junius van Hemert en een zoon van rechter mr. Joannes Junius van Hemert (1762-1839) en Pieternella Tierens (1760-1855); vader en zoon verkregen bij akte in 1806 wijziging van hun voornaam Junius naar deel van de geslachtsnaam Junius van Hemert. Hij trouwde in 1812 met Elisabeth Jacoba Lucia Reitz (1789-1853) met wie hij negen kinderen kreeg. Een van hun kinderen was jhr. mr. Dirk Anton Junius van Hemert (1816-1881), onder andere raadsheer van het Hooggerechtshof van Nederlands-Indië en resident van Batavia die in 1847 trouwde met jkvr. Louise Johanna Batiste Charlotte Theunissen Reijnst (1827-1861), halfzus van Catharina Geertruida Reijnst, lid van de familie Reijnst, dochter van jhr. Jan Cornelis Reijnst (1798-1871) en moeder van de schrijver Louis Couperus (1863-1923). Een andere zoon was burgemeester jhr. Paulus Zeger Junius van Hemert (1827-1875).

## Loopbaan
Van Hemert studeerde rechten en promoveerde aan de universiteit Utrecht in 1811 op stellingen. Hij was daarna eerst substituut-officier van justitie bij de rechtbank van eerste aanleg te Zierikzee, daarna substituut-procureur-generaal bij het Hooggerechtshof te 's-Gravenhage (1815-1824). Daarna werd hij advocaat-generaal bij dat Hooggerechtshof (1824-1838).
Van Hemert was van 1830 tot 1842 lid van de Tweede Kamer der Staten-Generaal. Daarbij was hij van 1838 tot 1855 procureur-generaal bij het provinciaal Gerechtshof te 's-Gravenhage. Van 1845 tot 1849 was hij Eerste Kamerlid

## Onderscheidingen
- Ridder in de Orde van de Nederlandse Leeuw
- Grootofficier in de Orde van de Eikenkroon

- Biografisch Portaal: 09698239
- Digitale Bibliotheek voor de Nederlandse Letteren: heme032
- International Standard Name Identifier: 0000 0003 9582 5322
- Nederlandse Thesaurus van Auteursnamen: 072576928
- Parlement.com: vg09llsd6lzz
- Virtual International Authority File: 290623616
- WorldCat: E39PBJgt8brrkYVMWDdV9Y6R8C